# Iliá Ivashka
Iliá Ivashka (bielorruso: Илья Ивашко; Minsk, 24 de febrero de 1994) es un jugador de tenis bielorruso.
Ivashka tiene un mejor ranking en individual de 66. Ivashka ha ganado un título en singles en la ITF y dos títulos de dobles en la ITF.
Ivashka ha representado a Bielorrusia a en la Copa Davis, donde tiene un registro Ganados / Perdidos de  8-6.

## Títulos ATP (1; 1+0)

### Individual (1)
| Leyenda                         |
| Grand Slam (0)                  |
| ATP World Tour Finals (0)       |
| Next Gen ATP Finals (0)         |
| ATP World Tour Masters 1000 (0) |
| ATP World Tour 500 (0)          |
| ATP World Tour 250 (1)          |

| N.º | Fecha                | Torneo        | Superficie | Oponente en la final | Resultado |
| --- | -------------------- | ------------- | ---------- | -------------------- | --------- |
| 1.  | 28 de agosto de 2021 | Winston-Salem | Dura       | Mikael Ymer          | 6-0, 6-2  |

## Títulos ATP Challenger (4; 4+0)

### Individuales
| N.º | Fecha                   | Torneo                 | Superficie | Oponente en la final | Resultado      |
| --- | ----------------------- | ---------------------- | ---------- | -------------------- | -------------- |
| 1.  | 25 de junio de 2017     | Challenger de Fergana  | Dura       | Nikola Milojević     | 6-4, 6-3       |
| 2.  | 18 de marzo de 2018     | Challenger de Shenzhen | Dura       | Ze Zhang             | 6-4, 6-2       |
| 3.  | 25 de octubre de 2020   | Challenger de Estambul | Dura       | Martin Kližan        | 6-1, 6-4       |
| 4.  | 22 de noviembre de 2020 | Challenger de Ortisei  | Dura (i)   | Antoine Hoang        | 6-4, 3-6, 7-63 |